# Condicionador de massa

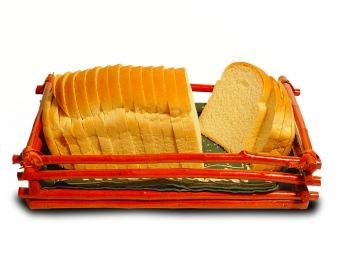
Pães de forma

Condicionador de massa é um ingrediente ou substância química adicionado às massas de pão com a finalidade de reforçar a sua textura, especialmente visando melhorar as suas características durante o amassamento e a vida de prateleira.
Existem diversos tipos de condicionadores, e os que reforçam a rede de glúten são compostos oxidantes que incluem o ácido ascórbico, bromato de potássio e a azodicarbonamida. Há também outros bastante usados, como os monoglicerídeos destilados, os diglicerídeos, cloreto de amônio, enzimas e sais de cálcio, bem como compostos naturais, como a gema de ovo, que contém lecitina, um importante condicionador.